# Battaglia di Slobodyšče
La battaglia di Slobodyšče o di Słobodyszcze fu uno scontro combattuto tra esercito russo e polacco-lituano che ebbe luogo tra il 7 e l'8 ottobre 1660 durante la guerra russo-polacca del 1654–1667. Lo scontro si concluse con la vittoria tattica dei polacchi che si portarono a continuare l'assedio all'accampamento russo nella battaglia di Čudniv.
Alcuni storici giunsero addirittura a speculare in passato che non vi fosse mai stata una battaglia di Slobodyšče, e che questa fosse stata unicamente una mistificazione creata dal leader cosacco Jurij Chmel'nyc'kyj e dai comandanti polacchi (Jerzy Sebastian Lubomirski).
Quel che è certo e documentato dalle fonti storiche, ad ogni modo, è il risultato di questo scontro, ovvero che il comandante Chmel'nyc'kyj non riuscì ad assaltare la linea difensiva polacca e (complici le pesanti diserzioni) decise anzi di negoziare con i suoi nemici. Il trattato di Čudniv venne siglato il 17 ottobre, in gran parte riprendendo le condizioni già espresse nel trattato di Hadjač del 1657.